# FIRA Women's European Championship 1999
El FIRA Women's European Championship (Campeonato Europeo de Rugby Femenino) de 1999 fue la cuarta edición del torneo femenino de rugby.

## Equipos participantes
- Selección femenina de rugby de Escocia
- Selección femenina de rugby de España
- Selección femenina de rugby de Francia
- Selección femenina de rugby de Gales
- Selección femenina de rugby de Kazajistán
- Selección femenina de rugby de Inglaterra
- Selección femenina de rugby de Italia
- Selección femenina de rugby de Países Bajos

## Resultados

### Cuartos de final
- Los perdedores avanzan a la copa de plata

| 19 de abril | Francia | 28 - 0 | Kazajistán |  |  |

| 19 de abril | Inglaterra | 91 - 3 | Países Bajos |  |  |

| 19 de abril | España | 14 - 8 | Gales |  |  |

| 19 de abril | Italia | 15 - 43 | Escocia |  |  |

### Semifinal de Plata
| 21 de abril | Kazajistán | 24 - 0 | Países Bajos |  |  |

| 21 de abril | Italia | 17 - 28 | Gales |  |  |

### Semifinales Campeonato
| 21 de abril | Francia | 19 - 0 | Inglaterra |  |  |

| 21 de abril | España | 11 - 9 | Escocia |  |  |

### Séptimo puesto
| 24 de abril | Italia | 50 - 18 | Países Bajos |  |  |

### Quinto puesto
| 24 de abril | Kazajistán | 22 - 11 | Gales |  |  |

### Tercer puesto
| 24 de abril | Escocia | 15 - 13 | Inglaterra |  |  |

### Final
| 24 de abril | Francia | 13 - 5 | España |  |  |

| Bandera de Francia |
| Campeón Francia    |
| Segundo título     |